# Андреев, Михаил Данилович
Михаи́л Дани́лович Андре́ев (20 ноября 1908, Зубцов — 23 апреля 1970) — командир отделения разведки 500-й отдельной разведывательной роты, младший сержант — на момент представления к награждению орденом Славы 1-й степени.

## Биография
Родился 20 ноября 1908 года в городе Зубцов, ныне Тверской области. Образование начальное, работал в колхозе. В 1931—1934 и 1939—1940 годах проходил действительную службу в Красной Армии. Участвовал в советско-финляндской войне 1939—1940 годов. После демобилизации вернулся домой, трудился паромщиком на Волге в своем городе.
В июне 1941 года вновь был призван в армию Зубцовским горвоенкоматом. С того же времени на фронте. Воевал в пехоте, в пешей разведке. Член ВКП/КПСС с 1944 года. Был несколько раз ранен и контужен. К лету 1944 года красноармеец Андреев служил в 500-й отдельной разведывательной роте 235-й стрелковой дивизии. На его счету уже было 15 «языков». Воевал на 1-м Прибалтийском и 3-м Белорусском фронтах, отличился в боях за освобождение Прибалтики и в Восточной Пруссии.
4 декабря 1944 года у населенного пункта Карлсхоф красноармеец Андреев, действуя в группе захвата, выявил блиндаж противника, скрытно подобрался к нему и участвовал в захвате «языка». Приказом командира 235-й стрелковой дивизии от 5 декабря 1944 года красноармеец Андреев Михаил Данилович награждён орденом Славы 3-й степени.
22 января 1945 года в бою в районе города Лабиау ефрейтор Андреев уничтожил гранатой пулемет и 2-х немецких солдат. Был представлен к награждению орденом Отечественной войны 2-й степени. Приказом по войскам 43 армии от 18 февраля 1945 года ефрейтор Андреев Михаил Данилович награждён орденом Славы 2-й степени.
В ночь на 7 марта 1945 года близ населенного пункта Лазеркайм командир отделения младший сержант Андреев во главе группы проник в тыл врага, первым ворвался в блиндаж и вместе с бойцами захватил «языка». Указом Президиума Верховного Совета СССР от 29 июня 1945 года за образцовое выполнение заданий командования в боях с немецко-вражескими захватчиками младший сержант Андреев Михаил Данилович награждён орденом Славы 1-й степени. Стал полным кавалером ордена Славы.
В 1945 году был демобилизован. Вернулся в родной город. Вновь стал работать на паромной переправе. Скончался 23 апреля 1970 года. Похоронен на городском кладбище города Зубцов.
Награждён орденами Славы 3-х степеней, медалями.
В городе Зубцов именем героя войны в 2008 году названа улица. В 2009 году на могиле установлен новый памятник.